# Great and Little Leighs
Great and Little Leighs – civil parish w Anglii, w Esseksie, w dystrykcie Chelmsford. W 2011 civil parish liczyła 2709 mieszkańców. Great and Little Leighs jest wspomniana w Domesday Book (1086) jako Leg(r)a.